# (1580) Бетулия
(1580) Бетулия (англ. Betulia) — околоземный астероид из группы Амура (III), который принадлежит к тёмному спектральному классу C. Он был открыт 22 мая 1950 года южно-африканским астрономом Эрнестом Джонсоном в обсерватории Йоханнесбурга, Южная Африка и назван в честь Бетулии Торо, жены американского астронома Сэмюэля Херрика.

Орбита астероида Бетулия и его положение в Солнечной системе
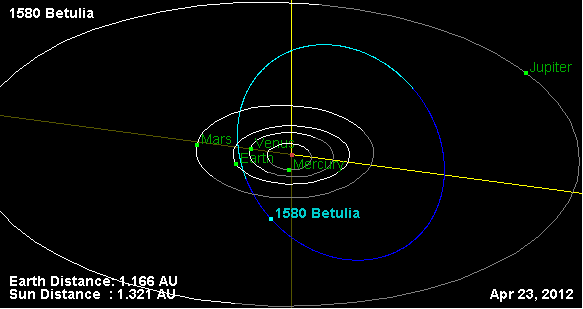
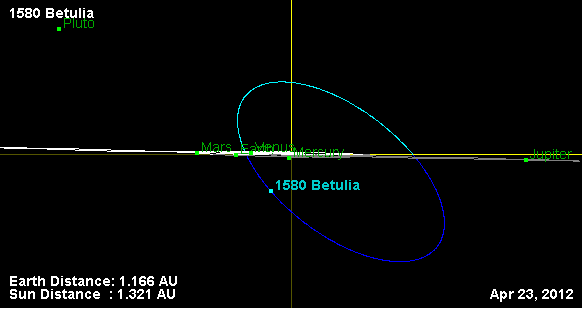
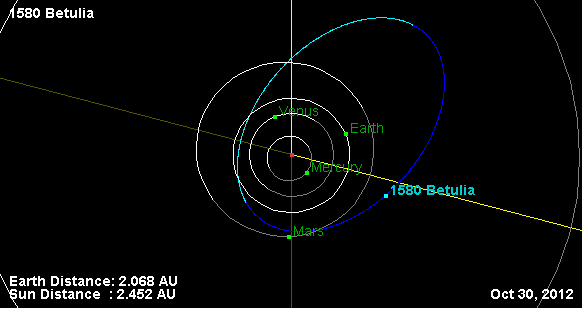

Размеры астероиды определены достаточно точно: максимальная его длина составляет 6,59 ± 0,66 км, а в среднем его размер равен 5,39 ± 0,54 км.